# 외딴섬
외딴섬 또는 고도(孤島)는 육지에서 멀리 떨어져 있는 섬이다.

## 개요
육지에서 멀어서 왕래가 불편한 경우가 많다. 유형(流刑)이 있던 시대에는 유배지로서 외딴섬이 선택되기도 했다. 기네스 세계 기록에 기재된 '세상에서 가장 고립된, 사람이 사는 섬(the most isolated inhabited island in the world)'은 트리스탄다쿠냐 제도(Tristan da Cunha)이다.

## 같이 보기
- 섬